# Ester diéthylique de l'acide adipique
 (février 2022).
L'ester diéthylique de l'acide adipique est une espèce chimique appartenant au groupe des esters d'acide carboxylique.

## Synthèse et extraction
Cet ester peut être obtenu par réaction de l'acide adipique sur de l'éthanol en présence d'acide sulfurique ou éventuellement de sulfate de fer d'ammonium,.

## Propriétés
Il s'agit d'un liquide hautement inflammable, sans odeur ni couleur, et dont la solubilité dans l'eau est pratiquement nulle.

## Usages
L'ester diéthylique de l'acide adipique peut être utilisé comme plastifiant ou comme intermédiaire pour d'autres composés chimiques, tels que la putrescine.